# افضاء
افضاء یا افضا، یکی گردانیدن یا پاره کردن راهِ پس و پیشِ زن است؛ یعنی یکی کردنِ گذرگاهِ حیض با یکی از دو گذرگاه بالایی یا پایینی. پایین بودن سن زن، یا نبود تناسب میان تنومندیِ دو سوی یک رابطه، می‌تواند یکی شدن گذرگاه‌های یاد شده را در پی داشته باشد که انجام خودخواستهٔ آن از سوی مرد، حرام بوده و احکام ویژه‌ای دارد.

## همسر خردسال
در اسلام، اگر مردی با یک خردسال حتی شیرخواره ازدواج کند، هر گونه کام‌جویی‌ای (مانند مالش کام‌جویانه، آغوش، تفخیذ) بر او، روا خواهد بود به‌جز آمیزش. حال اگر مردی با همسر خردسال خود آمیزش کرد و پاره شدن رخ داد سه حکم مترتب می‌شود:
1. ثبوت دیه در افضاء خردسال
2. وجوب انفاق در افضاء خردسال
3. حرمت ابدیِ آمیزش با زن بر شوهر

## همسر بزرگسال
اگر شوهر همسر بزرگسال خود را افضاء کند، باید دیهٔ کامل یک زن را به او پرداخت کند.